# الكريم (بانياس)
الكريم قرية تتبع ناحية حمام واصل في منطقة بانياس التابعة لمحافظة طرطوس.